# George Band
George Band (2. února 1929 – 26. srpna 2011) byl anglický horolezec. Jako nejmladší účastník byl přítomen na britské expedici na Mount Everest v roce 1953, kdy Edmund Hillary a Tenzing Norgay poprvé vystoupili na vrchol nejvyšší hory světa. Jeho největším úspěchem je však prvovýstup na třetí nejvyšší horu světa Kančendžengu v roce 1955.

## Život
Narodil se na Tchaj-wanu, v mládí sloužil u armády a v Londýně vystudoval geologii v Cambridgi, následně se specializoval na ropné inženýrství na Imperial College London. Již v mládí se začal zajímat o horolezectví a v roce 1953 se dostal do britské expedice k nejvyšší hoře světa Mount Everestu. Expedice byla úspěšná, horolezci úspěšně vystoupili na oba hlavní vrcholy hory. Band však nebyl ve vrcholových týmech. Roku 1955 se dostal do britské expedice na Kančendžengu a spolu s Joem Brownem poprvé vystoupili k jejímu vrcholu. Nedošli však až přímo na vrchol, neboť to byla podmínka sikkimských duchovních, aby s výstupem britů souhlasili.
Po tomto úspěchu Band většinu dalšího života zasvětil průzkumu ropy a zemního plynu. Ke Kančendženze se však ještě jednou vrátil, v roce 2005 ve věku 75 let podnikl trek do základního tábora na jižní straně hory. V letech 1987 – 1990 byl předsedou britského horolezeckého svazu. Napsal rovněž několik knih o svých zkušenostech z Himálají. V roce 2009 získal Řád britského impéria.
Zemřel přirozenou smrtí v roce 2011 ve věku 82 let.